# Mount Sterling (Iowa)
Pour les articles homonymes, voir Mount Sterling.
Mount Sterling était une ville, actuellement une Census-designated place, du comté de Van Buren, en Iowa, aux États-Unis. Elle est incorporée le 29 octobre 1907. 

## Source de la traduction
- (en) Cet article est partiellement ou en totalité issu de l’article de Wikipédia en anglais intitulé « Mount Sterling, Iowa » (voir la liste des auteurs).